# HY (バンド)
HY（エイチワイ）は、日本のミクスチャー・バンド。沖縄県うるま市出身。「HY」というバンド名は、メンバーの地元である「東屋慶名（ひがしやけな、Higashi-Yakena）」の頭文字から取っている。2000年に結成。
デビューから長らく所属事務所であるテレビ朝日ミュージック内の自主レーベル“東屋慶名建設”（あくまでレーベル名であり、実際に建設関係の会社ではない）に所属していたが、2013年4月23日をもってテレビ朝日ミュージックとのマネジメント契約が終了。その後ユニバーサルJのバックアップを受けた新レーベル「ASSE!! Records」、個人事務所「HY ENTERTAINMENT」を同年8月に設立、所属している。
バンド活動の他に、ナチュラルブランド「HeartY」のプロデュースも行っている。

## メンバー
メンバー全員沖縄県うるま市（旧中頭郡与那城町）出身。また全員が作詞・作曲を担当する。
また、名嘉俊と仲宗根泉はいとこの関係にある。
新里英之（しんざと ひでゆき、1983年4月12日 - ）
ギター、ボーカル担当。楽曲によってはラップや三線の演奏もする。通称「ひーで」(Hide)。
HYのリーダー。2017年からはソロプロジェクト「Hide's Music Story」を立ち上げてライブ活動を展開している。
名嘉俊（なか しゅん、1983年5月10日 - ）
ドラムス担当。通称「しゅん」(Shun)。
作詞・作曲時は「TUN」名義を使用。
許田信介（きょだ しんすけ、1983年7月17日 - ）
ベース担当。通称「しんちゃん」(Shinsuke)。
仲宗根泉（なかそね いずみ、1983年11月1日 - ）
キーボード、ボーカル担当。通称「いーず」(Izu)。唯一の女性メンバー。

### 旧メンバー
宮里悠平（みやざと ゆうへい、1984年1月2日 -）
ギター担当。通称「ゆーへい」（英語表記：「Yu-hei」）。
2019年9月5日に脱退。

## 来歴

### 出会い～高校3年でデビュー
新里と宮里は幼稚園の頃からの幼馴染。中学時代に新里・宮里と名嘉は親しくなり、音楽に目覚めてからは一緒にギターを弾いて遊んでいた。程なくして名嘉はドラムに転向。当時について本人は後に「3人ともギターを弾くのは面白くないから俊はドラムをやれと言われ、試しにたたいたら面白かった」とその理由を語っている。高校で許田、仲宗根がこの三人と出会い、2000年にバンドを結成。当時は地元の地名をそのまま使った「東屋慶名」（ひがしやけな）というバンド名で活動していた。
結成当初は土日にライブハウスで開かれる対バン形式のライブに、2週間に1回のペースで出演していた。当時は沖縄市のライブハウス「セブンスヘブンコザ」を拠点にしており、インパクトを残すため奇抜な格好（例として名嘉は「裸で、マジックで身体に目玉おやじを書いてた」、新里は「犬か何かのぬいぐるみに紐を付けて出てくる」）をして演奏していた。メンバー全員が高校生でお金が無かったというのもあり、宮里の父が楽器を運んだりライヴ終わりに迎えに来てくれたりしていたという。
高校3年時の2001年、バンド最後の思い出としてオリジナル曲「ホワイトビーチ」を作り録音。「これでみんな違う道に行くんだ」という気持ちだったが、スタジオのスタッフから「良い曲だね、外で弾いてみないか」と誘われる。5人で相談し悩み抜いた末に音楽の道に進むことを決め、地元から20km離れた中頭郡北谷町にあるカーニバルパーク・ミハマ（美浜タウンリゾート・アメリカンビレッジ内）の観覧車前でストリートライブを始める。夏の猛暑の中で1日3公演ほど行っていた。ストリート活動を始めた当初、演奏を見る者は一人もおらず、メンバーの友人を客として呼ぶほどだったものの、ライブを重ねるうちに口コミでどんどん人が集まり始め、「360度全部囲まれる状態」にまでなった。新里は「ストリートライヴは自分たちの原点」と語っており、「ファンのみんなとの距離感を近くしたい」という後のライブにおける姿勢にも影響を与えている。
この時期は夏休みも冬休みも無くひたすら曲を作り、スタジオに入るという生活を送っていた。学校が終わるとスタッフが車で迎えに来ており、その車に乗って北谷町まで行く毎日を送る。地元が遠かったため行き帰りも大変で、それしか覚えてないぐらい忙しかったという。デビューアルバムのレコーディングもトントン拍子で決まったが、寝る時間を惜しんで朝方まで録音しており、眠い時は機材室やグランドピアノの下で隠れて寝るほどの多忙さだった。9月22日にアルバム『Departure』でデビュー。当初は沖縄限定発売だったが、瞬く間に1万枚を完売した。
高校卒業直後の2002年3月23日にはアルバム発売記念として、宜野湾海浜公園屋外劇場で初のワンマンライブを行い3000人を動員。メンバーはこれまでの努力が実を結んだことに感動したという。なお、当時の持ち曲は7-8曲しかなかった為、一部の曲は二回演奏している。
4月10日には『Departure』を全国発売し、活動範囲を日本全国に拡大した。当時HYの元には20社を超えるレコード会社が足を運んだといわれているが、自らの道を歩むためインディーズで音楽活動を続けることを選ぶ。なおメジャーレーベルとは契約しなかったものの、東京の事務所（テレビ朝日ミュージック）には所属していた。
6月にはフランス政府公認の音楽祭「パリ音楽祭 (fr:Fête de la musique)」に参加し初めて国外で演奏。11月から12月にかけては初の全国ツアー「HY Ocean 02 TOUR」を行った。

### 多忙な日々
2003年4月16日、2枚目となるアルバム『Street Story』をリリース。インディーズでは異例の4週連続オリコンチャート1位を記録し、またインディーズアルバムとしては『MESSAGE』（MONGOL800）以来のミリオンセラーとなる。また4月16日から7月11日にかけて、全都道府県を回る54公演のライブハウスツアー「HY ASSE 03 TOUR」を行う。また、10月27日にはリンキン・パークの来日公演でオープニングアクトを務めた。
しかしこれほどの快挙にもかかわらず、メンバーは喜びよりもむしろ苦しさを感じていた。当時について仲宗根は「ファーストアルバムがランキングで99位に入った時はメンバー全員喜んだが、セカンドが1位になった時は正直全く興味がなかった。ミリオンセラーになったと言われても理解できず、実感が湧かなかった」「今（2020年現在）はツアー中長くても1週間に1回沖縄に帰れるが、当時はツアーが終わるまで帰れなかった。ファイナルの沖縄公演は帰れるうれしさにいつも泣いていた。あの頃に比べたら今は本当に幸せ」、名嘉は「セカンドの後、急に全国ツアー54公演が決まり、なかなか沖縄に帰れず、苦しかった」と琉球新報のインタビューで語っている。許田によると、長い間沖縄に帰れないストレスからメンバー同士のコミュニケーションもうまく取れなくなり、些細なことで衝突するようになっていたという。
そのような状況で全国ツアーが終了した直後に次のアルバムの制作が決まり、1週間もしない内にスタジオ入りし缶詰状態で制作することになる。1か月後にレコーディングが決まっていたものの新曲は一つもなく、それまでと違って曲作りの締め切りが決められていたこともあり、メンバーは非常にストレスフルな環境でアルバム制作を行うこととなった。この頃について名嘉は「多分あれが一番きつかった」「そのまま解散の流れになってたら…って思うくらい、あの時は大変でしたね」と、仲宗根は「一番きつくて、一番メンバーの仲が悪かった時期」と語っている。だがその状況を乗り越え、アルバムは完成に至った。
名嘉は音楽ナタリーのインタビューにて「みんなが『はい、おーしまい』って言ってたら、HYはあのとき絶対に終わってたはず。でも僕らはそうは言わなかった。つらい状況ではあったけど、『また次を作ろう』『次を作りたい』って気持ちになれたから」と当時を振り返っている。
そして2004年7月14日に発売された3枚目のアルバム『TRUNK』も前作に続いてオリコンチャートで1位を獲得。これらの記録はインディーズとしては史上初の記録となった。また、9月24日から12月18日にかけて初の全国ホールツアー「ITTA SOMUN'04 TOUR 〜そこにあるべきもの〜」を開催し、全26公演で5万人を動員した。

### ブレイクスルー
2005年、1stアルバム『Departure』のリードトラック「ホワイトビーチ」が日本コカ・コーラのキャンペーンCMソングに採用。同社のキャンペーンで応募・抽選イベント「ANSHI COKE NONJOHNBAR RASSAI!! '05 TOUR」を開催する。
2006年には3月17日から7月28日にかけて全47都道府県を巡るツアー、「WATTA SHINKER '06 TOUR 〜mu-ruiinchu〜」を開催し全47公演で82,000人を動員。ツアー中の4月12日に4枚目のアルバム『Confidence』をリリース。また、初回5万枚限定アルバムも発売。本作もオリコンチャートで初登場1位を獲得し、これによりインディーズ3作連続初登場オリコンチャート1位の記録を更新した。12月には初のアリーナ公演「HY 2006 KUMAKARA AMAE TOUR」を行う。12日に日本武道館、19日に大阪城ホールでワンマンライブを開催した。そしてクリスマス・イヴには古巣であるカーニバルパーク・ミハマにてストリートライブを行い、5000人の観客が訪れた。
2007年3月には、カナダ・アメリカツアーも決定。3月9日から3月20日にかけてトロント、ボストン、ニューヨーク、フィラデルフィア、オースティン、ロサンゼルス、サンフランシスコ、シアトルの計8都市を回った。直後の4月9日から4月30日には日本国内ツアー「HY 2007 AMAKUMA A’CHA JAPAN TOUR」全10公演を開催した。
2008年4月、5枚目のアルバム『HeartY』をリリース。5月16日から7月16日にかけて全国ホールツアー「HY PACHINAI×32 BAMMICASUNDOH TOUR‘08」を開催し、全32公演で6万5000人を動員した。更に9月23日から10月13日にかけて、アリーナツアー「HY PACHINAI×5 MAGGY HAKODE TOUR ’08 & Nartyche」を開催。全国5公演＋追加1公演の全6公演で5万人を動員した。
12月には『HeartY』収録曲「366日」がフジテレビ系ドラマ・映画「赤い糸」主題歌に決定。同曲は配信累計が450万ダウンロードを超える大ヒットとなり、多くのミュージシャンにカバーされるなどし、HYを代表する楽曲となる。

### 紅白出場と沖縄への回帰
またこの年、自らがプロデュースするナチュラルブランド「HeartY」を設立。
2009年には結成10年目を記念して再びカーニバルパーク・ミハマでのストリートライブを行い、史上最高の約2万人が集結した。
2010年1月、6枚目のアルバム『Whistle』をリリース。『Confidence』以来となるオリコンチャート初登場1位を獲得し、インディーズでの初登場1位記録を4作品に更新した。3月22日からは全都道府県ライブハウスツアー「HY MACHIKANTY SO-TANDOH TOUR 2010-2011」を開催し、全162公演で7万人を動員。
8月15日にはNHK総合テレビのドキュメンタリー「僕らが伝えなきゃ〜 HY沖縄から“命”を歌う」が放送され、年末には第61回NHK紅白歌合戦初出場を果たす（白組）。
2011年3月3日に紅白を挟んで約1年に渡るライブハウスツアーを完走。同年12月23日には「HeartY活動」の一つとして、HY初の主催フェス「SKY Fes 2011 〜僕らはいつも繋がっている〜」を地元うるま市にて開催。HYに加え、地元の小学校の生徒や中学校の合唱隊、高校生の現代版組踊やエイサーの団体が出演した。
2012年3月7日、7枚目のアルバム『PARADE』をリリース。3月31日から全国5都市のアリーナツアー「HY TI-CHI TA-CHI MI-CHI PARADE TOUR 2012」を開催、全7公演で60,000人を動員。続く12月5日には8枚目のアルバム『Route29』をリリース。NHK連続テレビ小説「純と愛」主題歌「いちばん近くに」や、同ドラマ挿入歌「二人で行こう」が同アルバムに収録される。同年末には第63回NHK紅白歌合戦に2度目の出場を果たす（白組）。

### 帰郷、自主レーベル設立
2013年4月15日、同年4月23日をもって所属マネジメント会社であるテレビ朝日ミュージックとの契約解除、ならびに公式ホームページ・SNSサイト等の公式アカウントの閉鎖、ファンクラブの解散を発表。4月25日、新オフィシャルサイト”HY ROAD”、ならびに公式Facebook、公式Twitterを新設。
2013年8月、ユニバーサルミュージックに移籍すると同時に、新レーベル「ASSE!! Records」を設立し、レコーディングの拠点も東京から沖縄に戻した。ASSE（アッセ）とは沖縄の方言で"驚き"を表現する言葉であり、「いつも驚くような音楽を届けていきたい」という気持ちを込めて命名された。同時に、オフィシャルファンクラブ「HY HUB CLUB」およびスマホ向け有料サイト「HYクイナーズ」も開設。11月5日からは移籍後初となるツアー「HY TO-HAI TOUR 2013」を8箇所で9公演開催。
2014年2月26日、9枚目のアルバム『GLOCAL』をリリース。5月28日には別バージョン『GLOCAL～SPECIAL ASIA EDITION～』をリリースし、5月30日からは8年ぶりのホールツアー「HY HAI-SAI GLOCAL TOUR 2014」22箇所23公演開催。続いて8月23日から初の海外ワンマンライヴ「HY DA GE HOU GLOCAL LIVE 2014 inTAIWAN」を、11月29日にはHY主催の2度目のフェス「HY SKY FES 2014」を開催した。
12月3日、10枚目のアルバム『LOVER』をリリース。同年11月22日公開の映画「想いのこし」の主題歌となる「あなたを想う風」を収録。同曲はゴールド認定（シングルトラック、日本レコード協会）を受けた。
2015年1月27日から、ライブハウスツアー「HY Kana-yo Premium TOUR 2015」6都市11公演開催。7月15日には11枚目のアルバム「LIFE」をリリース。9月17日よりホールツアー「HY SMILE♡LIFE TOUR 2015」41公演を行う。12月24日、仲宗根泉が「クリスマスの約束」に出演。

### コラボレーションとメンバーのソロ活動
2016年7月6日、HY+BIGMAMA名義でBIGMAMAと共同制作したコラボレーションアルバム『Synchronicity』をリリース。9月16日からHY＋BIGMAMAのライブハウスツアー「Synchronicity Tour 2016」全4公演を行った。
2017年3月1日、12枚目のアルバム『CHANCE』リリース。3月26日よりライブハウスツアー「HYカメールツアー2017」20公演を開催する。
この年には中心メンバーのソロ活動が活発となり、9月25日には仲宗根がソロアルバム『1分間のラブソング』、書籍「1分間のラブソング あなたはあなたでいい」を発売。新里も12月9日から翌2018年1月27日にかけて8都市11公演のソロツアー「Hide's Music Story ~prologue~」を行う。
2018年8月22日、メンバー全員が製作に携わったセルフカバー・ベスト・アルバム『STORY~HY BEST~』をリリース。9月22日より全都道府県ツアー「HY STORY TOUR～うさがみそーれ　めんそーれ　そーれそれそれ　ゆくいみそーれ～」を、中国・上海公演も含め全51公演開催する。
2019年5月、体調不良が続き通院していた宮里が治療に専念するため休養することが発表され、6月2日までのイベントはサポートメンバーを加えて行われた。6月12日に13枚目のアルバム『RAINBOW』をリリース。6月30日からは新里の2度目となるソロツアー「Hide's Music Story~Chapter1~/~Chapter1・Special Night~」が行われた。

### 宮里の脱退、結成20周年
2019年9月5日、療養中の宮里がHYから脱退、以後バンドは4人体制で活動していくことが発表される。オフィシャルサイトにはHYのスタッフ及びメンバーのメッセージが掲載されており、スタッフからは「ツアーやイベントは予定通り開催する」との発表がなされた。
宮里はファンとメンバーへの感謝の気持ちに加え、「療養をしっかりして、ゆっくり自分の道を歩んでいきたい」という意思を綴った。残された4人は脱退の悔しさと長年バンドを支えてくれた宮里への感謝、療養を応援する旨をそれぞれ綴っている。
同年10月17日から翌2020年2月9日にかけて、アニバーサリーツアー「HY 20th Anniversary RAINBOW TOUR 2019-2020」を全国で開催。
2020年、結成20周年を迎えた。大晦日にはももいろ歌合戦（BS日テレ・ニッポン放送・AbemaTVなど）へ初出場。

## ディスコグラフィ
各CD作品は通常盤の他、期間限定盤・枚数限定生産盤など複数バージョン制作されていることが多い。

### オリジナル・アルバム
※最高位は、オリコンウィークリーチャートに基づく。
| 東屋慶名建設             | 東屋慶名建設   | 東屋慶名建設 | 東屋慶名建設                                                                       | 東屋慶名建設 | 東屋慶名建設 |
|                          | 発売日         | タイトル     | 規格：品番                                                                         | 最高位       |              |
| ------------------------ | -------------- | ------------ | ---------------------------------------------------------------------------------- | ------------ | ------------ |
| 1st                      | 2001年9月22日  | Departure    | CD：CLRE-2001（沖縄限定盤）                                                        | 95位         |              |
| 1st                      | 2001年9月22日  | Departure    | CD：CLCD-20001（Ocean パッケージ盤）                                               | 7位          |              |
| 1st                      | 2005年4月1日   | Departure    | CD：CLCD20001A（RED STYLE Version）                                                | -            |              |
| 1st                      | 2006年3月15日  | Departure    | CD：HYCK-10001（Spring Version）                                                   | -            |              |
| 2nd                      | 2003年4月16日  | Street Story | CD（CCCD）：CLCD-20002                                                             | 1位          |              |
| 2nd                      | 2006年3月15日  | Street Story | CD：HYCK-10002（Spring Version）                                                   | -            |              |
| 3rd                      | 2004年7月14日  | TRUNK        | CD：CLCD-20003                                                                     | 1位          |              |
| 3rd                      | 2006年3月15日  | TRUNK        | CD：HYCK-10003（Spring Version）                                                   | -            |              |
| 4th                      | 2006年4月12日  | Confidence   | CD：HYZK-10004（Confident Version／通常盤） CD：HYZK-10004B（Collaborate Version） | 1位          |              |
| 5th                      | 2008年4月16日  | HeartY       | CD：HYCK-10005（タワーレコード限定盤／通常盤）                                     | 2位          |              |
| 5th                      | 2008年12月10日 | HeartY       | CD+DVD：HYAK-10005B（～Wish Version～／期間限定生産盤）                            | -            |              |
| 6th                      | 2010年1月27日  | Whistle      | CD+DVD：HYZK-10006B（～Portrait Version～／初回生産限定盤）                        | 1位          |              |
| 6th                      | 2010年1月27日  | Whistle      | CD：HYCK-10006（通常盤）                                                           | 1位          |              |
| 7th                      | 2012年3月7日   | PARADE       | CD+DVD+PHOTO BOOK：HYZK-10007B（Rikka Version／初回受注限定生産盤）                | 4位          |              |
| 7th                      | 2012年3月7日   | PARADE       | CD：HYCK-10007（通常盤）                                                           | 4位          |              |
| 8th                      | 2012年12月5日  | Route29      | CD：HYCK-10008                                                                     | 9位          |              |
| ユニバーサルミュージック |                |              |                                                                                    |              |              |
| 9th                      | 2014年2月26日  | GLOCAL       | CD+DVD：UPCH-9924（初回限定盤）                                                    | 11位         |              |
| 9th                      | 2014年2月26日  | GLOCAL       | CD：UPCH-1965（通常盤）                                                            | 11位         |              |
| 9th                      | 2014年5月28日  | GLOCAL       | CD+DVD：UPCH-9942（～SPECIAL ASIA EDITION～／初回限定盤）                          | -            |              |
| 9th                      | 2016年5月25日  | GLOCAL       | UHQCD：UPCH-7140（初回生産限定盤）                                                 | -            |              |
| 10th                     | 2014年12月3日  | LOVER        | CD+ペア手袋+"LOVER" BOOK：UPCH-9961（完全生産限定盤）                              | 12位         |              |
| 10th                     | 2014年12月3日  | LOVER        | CD：UPCH-2003（通常盤）                                                            | 12位         |              |
| 10th                     | 2016年5月25日  | LOVER        | UHQCD：UPCH-7141（初回生産限定盤）                                                 | -            |              |
| 11th                     | 2015年7月15日  | LIFE         | CD+マフラータオル：UPCH-7031（初回生産限定盤）                                     | 9位          |              |
| 11th                     | 2015年7月15日  | LIFE         | CD：UPCH-2044（通常盤）                                                            | 9位          |              |
| 11th                     | 2016年5月25日  | LIFE         | UHQCD：UPCH-7142（初回生産限定盤）                                                 | -            |              |
| 12th                     | 2017年3月1日   | CHANCE       | 2CD+DVD：UPCH-7239（初回限定盤）                                                   | 19位         |              |
| 12th                     | 2017年3月1日   | CHANCE       | CD：UPCH-2115（通常盤）                                                            | 19位         |              |
| 13th                     | 2019年6月12日  | RAINBOW      | CD+DVD：UPCH-7497（初回限定盤）                                                    | 9位          |              |
| 13th                     | 2019年6月12日  | RAINBOW      | CD：UPCH-2186（通常盤）                                                            | 9位          |              |
| 14th                     | 2021年2月24日  | HANAEMI      | CD+DVD：UPCH-7580（初回限定盤）                                                    | 16位         |              |
| 14th                     | 2021年2月24日  | HANAEMI      | CD：UPCH-2218（通常盤）                                                            | 16位         |              |
| 15th                     | 2022年9月21日  | Kafuu        | CD+DVD：UPCH-7632（初回限定盤）                                                    | 27位         |              |
| 15th                     | 2022年9月21日  | Kafuu        | CD：UPCH-2248（通常盤）                                                            | 27位         |              |
| 16th                     | 2025年1月29日  | TIME         | CD+DVD：UPCH-7707（初回限定盤）                                                    | -            |              |
| 16th                     | 2025年1月29日  | TIME         | CD：UPCH-2273                                                                      | -            |              |

### シングル
- レール （2009年11月2日　HYRK-10001　レンタル専用）

#### 配信限定シングル
|   | 配信日         | タイトル                          | 備考                                         |
| - | -------------- | --------------------------------- | -------------------------------------------- |
| - | 2016年2月9日   | 極愛                              |                                              |
| - | 2016年4月27日  | 大極愛 (既婚者の手口ヴァージョン) |                                              |
| - | 2016年12月23日 | HAPPY                             |                                              |
| - | 2017年2月24日  | DEBUと言われて                    |                                              |
| - | 2020年9月22日  | ココロホシゾラ                    |                                              |
| - | 2020年10月24日 | 夢を見に行こう この指とまれ       |                                              |
| - | 2020年11月21日 | Complex feeling                   |                                              |
| - | 2020年12月19日 | % ~m.e.r~                         |                                              |
| - | 2021年1月29日  | North Forest                      |                                              |
| - | 2021年8月5日   | 366日 - From THE FIRST TAKE       |                                              |
| - | 2021年8月5日   | Good Bye - From THE FIRST TAKE    |                                              |
| - | 2022年3月19日  | 空色                              |                                              |
| - | 2022年6月28日  | キラリ                            |                                              |
| - | 2023年8月20日  | ワラッタラッタ                    |                                              |
| - | 2023年11月6日  | LOVE                              |                                              |
| - | 2024年2月21日  | 君と未来を                        |                                              |
| - | 2024年2月29日  | 366日 (Official Duet ver.)        |                                              |
| - | 2024年4月15日  | 366日 feat. 大橋卓弥              | スキマスイッチの大橋卓弥とのコラボレーション |
| - | 2024年4月22日  | 366日 feat.與那城奨               |                                              |
| - | 2024年4月29日  | 366日 feat.川崎鷹也               |                                              |
| - | 2024年5月6日   | 366日 feat.藤牧京介               |                                              |
| - | 2024年5月13日  | 366日 feat.キヨサク               |                                              |
| - | 2024年5月20日  | 366日 feat.須田景凪               |                                              |
| - | 2024年5月27日  | 366日 feat.長田庄平               |                                              |
| - | 2024年6月3日   | 366日 feat.オーイシマサヨシ       |                                              |
| - | 2024年6月10日  | 366日 feat.西川貴教               |                                              |
| - | 2024年10月4日  | きのこいぬ                        |                                              |
| - | 2024年12月11日 | 恋をして                          |                                              |
| - | 2025年3月18日  | 白球を繋げ                        |                                              |

### コンピレーション
|     | 発売日         | タイトル                      | 備考 |
| --- | -------------- | ----------------------------- | --- |
| 1st | 2010年8月11日  | ACHI SOUND 〜HY LOVE SUMMER〜 | 「暑い」をテーマにしたコンピレーション。ライブ曲や未発表曲｢たった一言｣｢サヨナラ彼女｣収録。 |
| 2nd | 2012年2月13日  | nice to meet you              | レンタル限定アルバム。未発表曲｢風｣、及び｢ガジュマルビート｣を先行収録。また、PCで開けるビデオデータも入っている。 |
| 3rd | 2012年11月28日 | nice to meet you 2            | レンタル限定アルバム。DVD"Relation Ship"のみで聴けたアルバム未収録曲｢アミーゴ｣、及び｢いちばん近くに｣｢バイバイDay｣を先行収録。 |
| 4th | 2014年2月26日  | HY SUPER BEST                 | かつての委託先であったエイベックスがリリースしたもので、メンバー側は本作には全く関与していない。 |
| 5th | 2014年12月3日  | HY LOVERS BEST                | かつての委託先であったエイベックスがリリースしたもので、メンバー側は本作には全く関与していない。仲宗根の詩集に付いていた楽曲｢Fortune｣｢バイバイ｣が収録。                                                                                    |
| 6th | 2018年8月22日  | STORY~HY BEST~                | メンバー全員が制作に参加したベスト・アルバム。特設サイトも作られている。前レーベル時代の曲は再録音されて収録。 |
| 7th | 2024年6月22日  | LOVE STORY~HY BEST~           | ラブソングを中心にセレクトしたLOVE STORY盤、Disc-2には地元・沖縄の空気を感じる三線を使った楽曲を中心にセレクトしたANOTHER STORY盤の2枚組コンセプトベストアルバム。前レーベル時代の曲は『STORY~HY BEST~』での再録音及び新たに再録音で収録。 |

### トリビュート
|     | 発売日       | タイトル                                               | 備考                                                                               |
| --- | ------------ | ------------------------------------------------------ | ---------------------------------------------------------------------------------- |
| 1st | 2018年8月8日 | ヴァリアス・アーティスト CHANPURU STORY ～HY tribute～ | コラボレーション・楽曲のカバーなど、これまでHYと縁のある音楽家によるトリビュート。 |

### 未発売曲
- フェイバリットソング（ライブでのみ歌われる）

### 映像作品
1. ミュージック・ビデオ集『Street Story』（2003年12月3日）
2. LIVE DVD 『ITTA SOMUN '04 TOUR 〜そこにあるべきもの〜』（2005年3月9日）
3. LIVE DVD 『WATTA SHINKER '06 TOUR 〜mu-ruiinchu〜』（2006年11月1日）
4. LIVE DVD 『HY 2006 KUMAKARA AMAE TOUR 〜ここから未来へ〜』（2007年3月7日）
5. Document DVD 『HY 2007 AMAKUMA A'CHA document TOUR 〜from OKINAWA to the WORLD〜』（2007年6月27日）
6. LIVE DVD 『HY PACHINAI×5 MAGGY HAKODE TOUR'08&Nartyche』（2009年1月21日）
7. LIVE DVD 『HY MACHIKANTY SO-TANDOH TOUR 2010@沖縄宜野湾海浜公園屋外劇場 〜時をこえ〜』（2010年7月7日）
8. DVD BOX 『Relation Ship』（DVD6枚+CD+BOOK, 2011年9月22日）
9. LIVE DVD 『HY TI-CHI TA-CHI MI-CHI PARADE TOUR 2012』（2012年7月4日）
10. LIVE & Document DVD 『HY CHIMDONDON』（2014年12月24日）

### 参加作品
| アーティスト名 | 楽曲名                            | 収録先        | 収録先                                                           |
| アーティスト名 | 楽曲名                            | 発売日        | タイトル                                                         |
| HY             | HY                                | HY            | HY                                                               |
| -------------- | --------------------------------- | ------------- | ---------------------------------------------------------------- |
| HY             | ふれて未来を                      | 2024年5月29日 | スキマスイッチのトリビュート・アルバム『みんなのスキマスイッチ』 |
| 仲宗根 泉      |                                   |               |                                                                  |
| 青山テルマ     | あなたの側に feat. 仲宗根泉（HY） | 2016年4月27日 | ミニアルバム『PINK TEARS』                                       |
| WEAVER         | 栞 feat. 仲宗根泉（HY）           | 2019年3月6日  | アルバム『流星コーリング』                                       |

## 楽曲提供
Shun Naka（名嘉俊）名義
- 高橋みなみ「いつか」（作詞・作曲） アルバム『愛してもいいですか?』（2016年10月12日）収録 [27]

### 楽曲提供辞退
2021年にテレビ東京で放送されたドラマ『アノニマス〜警視庁“指殺人”対策室〜』の主題歌を担当することが内定していたが、主演がジャニーズ事務所を退所した香取慎吾であったことから、所属するユニバーサルミュージックがジャニーズ事務所との関係を鑑み提供を辞退していたことが週刊文春において報道された。また、ユニバーサルがこれを「辞めジャニ案件」と称していたことも報道された。

## NHK紅白歌合戦出場歴
| 年度/放送回               | 回 | 曲目           | 備考         |
| ------------------------- | -- | -------------- | ------------ |
| 2010年（平成22年）/第61回 | 初 | 時をこえ       | 白組から出場 |
| 2012年（平成24年）/第63回 | 2  | いちばん近くに | 白組から出場 |
| 2024年（令和6年）/第75回  | 3  | 366日          | 紅組から出場 |

## HeartY
2008年、「美しい自然をずっと残したい、子どもたちに何かを伝えていきたい」というコンセプトの下、HYがプロデュースするナチュラルブランドとして設立。ブランド名の由来は「Earth」をHYで包んだ造語。グッズ販売やワークショップ開催、イベントの運営、HeartY Museumの設立などを行っている。

## 書籍
仲宗根泉は詩集を2冊出版している。それぞれに自身が書き下ろした楽曲（『Fortune』『バイバイ』）を収録したCDがついている。
- 『あなたへ』ディスカヴァー・トゥエンティワン、2006年11月1日、128頁。ISBN 4887595069。
- 『バイバイ』ディスカヴァー・トゥエンティワン、2008年8月1日。ISBN 978-4887596436。

## その他の活動
- 携帯電話向けSNSサイト「ログとも」と連動して、2008年2月9日よりラジオ風コミュニケーション番組（ケーラジ）というイベントを行っている。